# Habronattus kawini
Habronattus kawini là một loài nhện trong họ Salticidae.
Loài này thuộc chi Habronattus. Habronattus kawini được Griswold miêu tả năm 1979.